# Hugo Schmeisser
Hugo Schmeisser (24. září 1884 Jena – 12. září 1953 Erfurt) byl německý konstruktér pěchotních zbraní. Byl synem Louise Schmeissera, rovněž zbraňového konstruktéra.
Jeho jméno je úzce spojeno s vývojem prvních samopalů. Za první světové války pracoval ve firmě Theodora Bergmanna, kde zkonstruoval samopal MP 18. Často je mylně spojován se samopaly MP38 a MP40, avšak na jejich konstrukci se nikdy nepodílel, jsou dílem Heinricha Vollmera. Po roce 1938 vyvinul první útočnou pušku na světě, která byla později označena jako StG 44.
V červenci 1945 Rudá armáda převzala kontrolu nad Durynskem a městem Suhl, kde Schmeisser pracoval jako ředitel a hlavní konstruktér zbrojovky Haenel. Rudá armáda odvezla do SSSR veškerou dokumentaci k výrobě zbraní, celkem 10 785 stran technických výkresů. V říjnu byl Schmeisser společně se svou rodinou unesen do města Iževsk v jižní části Uralu.[zdroj⁠?!] Tam byl donucen pracovat jako zbrojní vývojář až do roku 1952. Jeho pobyt měl být nejprve šestiměsíční, ale byl prodloužen až do roku 1952. 9. června se vrátil domů, do tehdejší NDR.[zdroj⁠?!]